# Yves Grevet

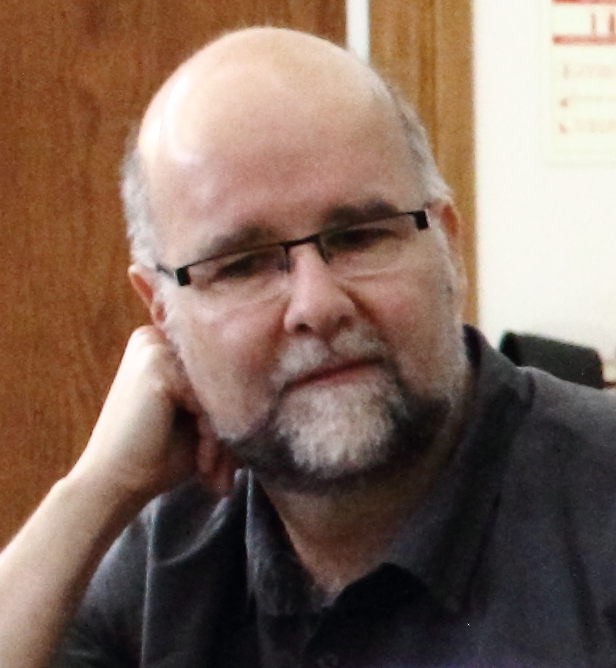
Yves Grevet

Yves Grevet (* 1961 in Paris) ist ein französischer Autor von Jugendbüchern. In deutscher Übersetzung sind bislang die drei Bände seiner Méto-Trilogie erschienen. Der erste Teil, Méto – Das Haus (2012), war für den Deutschen Jugendliteraturpreis 2013 nominiert und wurde vom deutschsprachigen Feuilleton als „düstere Dystopie“ (Deutschlandradio Kultur) und „eine Klasse für sich“ (Süddeutsche Zeitung) bezeichnet.

## Leben und Werk
Aufgewachsen ist Grevet in Vitry-sur-Seine. Nach dem Abschluss eines Studiums ging Grevet für zwei Jahre nach Ankara. Danach arbeitete er als Lehrer in Frankreich. Er ist verheiratet und hat drei Söhne. Bis heute hat Yves Grevet zwölf Bücher veröffentlicht, darunter die dystopische Méto-Trilogie, bestehend aus Méto – La maison (2008), Méto – L’île (2009) und Méto – Le monde (2010). Auf Deutsch heißen sie Méto-Trilogie liegt mit Méto – Das Haus (2012), Méto – Die Insel (2012) und Méto – Die Welt (2013) auch in deutschsprachiger Übersetzung von Stephanie Sing vor. Die Trilogie ist bislang in acht Sprachen, darunter Deutsch, Japanisch, Italienisch und Niederländisch, übersetzt worden. Über die Méto-Reihe sagt Grevet:

„Méto, das sind drei, vier Jahre meines Lebens. Es sind drei Bücher, aber es ist eher ein großes in drei Teile geteilt. Es ist aus einem Traum entstanden. Eines Nachts bin ich aufgewacht und hatte die Idee im Kopf – zugegebenermaßen eine seltsame Idee. Ich habe von einem Schlafsaal geträumt und das Knarren eines Bettes hatte mich geweckt. Das Kind war zu groß geworden und musste den Schlafsaal verlassen. Diese Idee blieb mehrere Jahre in der Ecke meines Notizheftes. Dann habe ich  sie wieder aufgegriffen. Sie war erst der dünne Faden für eine Geschichte, und jetzt sind es 800 Seiten.“

2013 war er Jurymitglied der Auszeichnung Das außergewöhnliche Buch des Kinder- und Jugendprogramms des Internationalen Literaturfestivals Berlin.

## Presseschau

### Méto – Das Haus(2012)
„Das ‚System der Unterwerfung‘, gegen das die selbst ernannten ‚Widerständler‘ mit Waffengewalt aufbegehren, trägt bei Yves Grevet kein Gesicht – genau wie die konturenlose Oberfläche des globalen Kapitalismus, gegen den zurzeit Menschen in Europa und den USA Sturm laufen, obwohl sie warme, saubere Betten haben und essen, bis sie satt sind. In diesem Sinne müsste man das Jugendbuch Méto in eine Reihe stellen mit Stéphane Hessels Streitschrift Empört Euch! oder dem anonymen, ebenfalls aus Frankreich stammenden Pamphlet Der kommende Aufstand. Man muss nicht erwachsen sein, um zu verstehen, dass Widerstand sich lohnt.“

„Wie in Méto – in der Übersetzung von Stephanie Singh – Seite für Seite die Spannung wächst, ohne jegliches Tamtam, nur durch den sukzessiven Aufbau innerer Dramatik, das ist einfach eine Klasse für sich.“

„Systematisch versehrte Kindheiten und grausame Praktiken der Auslese Heranwachsender sind in der derzeit auf dem Markt befindlichen dystopischen Literatur keine Seltenheit. Im Gegensatz zu der Mehrzahl dieser Titel zielt der Roman von Yves Grevet nicht auf eine emotionale Überrumpelung der Leser. Durch die nüchtern-emotionslose Sprache bietet er vielmehr Distanzierungsmöglichkeiten an. Weil der Text auf wohlfeile Identifikationsangebote verzichtet, erscheint die erzählte Welt umso befremdlicher. Die durchwegs männlichen Zöglinge einer totalitären Erziehungsanstalt werden ihrer Individualität beraubt und künstlich dumm gehalten. Es liegt also in der Logik der Erzählung, dass die Sprache nicht nur nüchtern und emotionslos ist, sondern mit ihrem eingeschränkten Wortschatz und den einfachen, parataktischen Satzstrukturen auch ein wenig unbeholfen wirkt. Die Geschichte gleicht einer logischen Versuchsanordnung, die Konstruktion ist wichtiger als das Ausmalen grausamer Details und das Faszinosum liegt weniger in der Handlung als in dem Kosmos, den der Roman entwirft. Das Haus ist der erste Teil einer Trilogie, die im Original in einem einzigen Band erschienen ist.“

„Das Faszinierende an Grevets Roman ist nicht die Handlung, sondern die Welt, die der Autor bis ins Detail entwirft. Die grundsätzliche Frage ‚Wie wollen wir leben?‘ stellen wir uns ja nicht nur, aber vor allem im Jugendalter: uns selbst, und wir stellen mit ihr die Ordnung infrage, die wir gerade zu erkennen beginnen. Méto lehnt sich gegen ein System auf, das zwar auf sein physisches Wohl bedacht ist, ihn aber zugleich durch gezielte Repressionen unterwirft und gefügig macht. […] Man kann Das Haus, den ersten Teil einer Trilogie, als jugendgerecht aufbereitete Mischung aus Scorseses FBI-Schauermärchen Shutter Island und Kazuo Ishiguros bedrückender Klon-Novelle Never let me go lesen. Darüber hinaus zeigt Méto die Gefahren totalitären Denkens ohne Zeigefinger, dafür mit pädagogischem Mehrwert: Die beklemmende Darstellung lässt den Leser nachdenklich zurück.“

„Méto spielt irgendwann in der Zukunft. Es ist eine Anti-Utopie, die Yves Grevet da entwickelt hat. Seine Welt ist bedrohlich finster und abweisend. Die Sprache des Buches: unterkühlt und emotionslos. Und trotzdem kann man nicht aufhören zu lesen.“

### Méto – Die Welt(2013)
„Die Jungs rund um den Titelhelden gerieren sich als ganze Kerle, als Ehrenmänner, Anführer, die sich um ihre ‚Männer‘ kümmern und eine bessere Zukunft für alle schaffen wollen. Dabei handeln sie aber nach dem gleichen furchtbaren Prinzip wie die erwachsenen Machthaber: Der Zweck heiligt selbst die schrecklichsten Mittel. So wirkt auch dieser letzte Teil eher beklemmend. Er ist keinesfalls so hoffnungsvoll rosarot, wie das Schlussszenario weismachen will.“

## Bibliografie
| Französischsprachige Originalausgabe                                                                                                  | Deutschsprachige Erstausgabe | Anmerkungen                                                                                                 |
| --- | --- | --- |
| 2004: Mon premier rôle, Yves Grevet (Text), Marie Flusin (Illustration), Nathan (Paris), ISBN 978-2-09-282637-9                       | | nicht in deutschsprachiger Übersetzung erschienen                                                           |
| 2005: Comme les cinq doigts du pied, Yves Grevet (Text), Gwen Keraval (Illustration), Nathan Jeunesse (Paris), ISBN 978-2-09-250478-9 | | nicht in deutschsprachiger Übersetzung erschienen                                                           |
| 2006: C'était mon oncle!, Yves Grevet (Text), Syros jeunesse (Paris), ISBN 978-2748505245                                             | | nicht in deutschsprachiger Übersetzung erschienen                                                           |
| 2007: Jacquot et le grand-père indigne, Yves Grevet (Text), Syros (Paris), ISBN 978-2748506044                                        | | nicht in deutschsprachiger Übersetzung erschienen                                                           |
| 2008: Méto – La maison, Yves Grevet (Text), Syros (Paris), ISBN 978-2748506884                                                        | 2012: Méto – Das Haus, Stephanie Singh (Übersetzung aus dem Französischen), Deutscher Taschenbuch Verlag (München), ISBN 978-3423625142  | |
| 2009: Méto – L'île, Text: Yves Grevet, Syros (Paris), ISBN 978-2748507867                                                             | 2012: Méto – Die Insel, Stephanie Singh (Übersetzung aus dem Französischen), Deutscher Taschenbuch Verlag (München), ISBN 978-3423625159 | |
| 2010: Méto – Le monde, Yves Grevet (Text), Syros (Paris), ISBN 978-2748508918                                                         | 2013: Méto – Die Welt, Stephanie Singh (Übersetzung aus dem Französischen), Deutscher Taschenbuch Verlag (München), ISBN 978-3423625166  | |
| 2010: La fille du 995.36, Yves Grevet (Text), Guillaume Ospital (Illustration), Bayard (Paris)                                        | | erschienen in der Zeitschrift Je bouquine, Nr. 321, November 2010 nicht in deutscher Übersetzung erschienen |
| 2011: Seuls dans la ville entre 9 h et 10h30, Yves Grevet (Text), Syros (Paris), ISBN 978-2748510935                                  | | nicht in deutschsprachiger Übersetzung erschienen                                                           |
| 2012: L’école est finie, Yves Grevet (Text), Syros (Paris), ISBN 978-2748511871                                                       | | nicht in deutschsprachiger Übersetzung erschienen                                                           |
| 2012: Nox – Ici-bas, Yves Grevet (Text), Syros (Paris), ISBN 978-2748512892                                                           | 2015: NOX. Unten, Stephanie Singh (Übersetzung aus dem Französischen), Deutscher Taschenbuch Verlag (München), ISBN 978-3423650120       | |
| 2013: Nox – Ailleurs, Yves Grevet (Text), Syros (Paris), ISBN 978-2748513417                                                          | 2015: NOX. Anderswo, Stephanie Singh (Übersetzung aus dem Französischen), Deutscher Taschenbuch Verlag (München), ISBN 978-3-423-65017-5 | |
| 2017: Grupp, Yves Grevet (Text), Syros (Paris), ISBN 978-2748524062                                                                   | 2020: Vront : was ist die Wahrheit?, Pauline Püschel (Übersetzung aus dem Französischen), Mixtvision (München), ISBN 978-3-95854-149-8   | |

## Nominierungen und Auszeichnungen
- 2012: Buch des Monats der Deutschen Akademie für Kinder- und Jugendliteratur für Méto – Das Haus im April
- 2012: Der Luchs des Monats für Méto – Das Haus im August[12]
- 2012: Buch des Monats von WDR 5 für Méto – Das Haus im Mai[13]
- 2012: Die besten 7 Bücher für junge Leser von Deutschlandfunk für Méto – Die Insel im November
- 2013: Nominierung für den Deutschen Jugendliteraturpreis in der Kategorie Jugendbuch für Méto – Das Haus im März[14]

## Festivalteilnahmen
- 2013: lit.kid.cologne der Lit.Cologne im März
- 2013: Kinder- und Jugendprogramm des 13. internationalen literaturfestivals berlin im September
- 2013: Rheinisches Lesefest Käpt’n Book[15]